# Revue des sciences de gestion
La Revue des sciences de gestion (ou LaRSG) est une revue scientifique française dans le domaine du management.

## Présentation
Fondée en mars 1965 sous le nom de Direction et gestion des entreprises, La Revue des sciences de gestion s'adresse aux directions générales et aux universitaires. Elle publie 6 numéros par an.